# Dormaalocyon
Dormaalocyon latouri
Genre
Espèce
Synonymes
- † « Miacis » latouri Quinet, 1966

Dormaalocyon est un genre fossile de mammifères carnivores qui vivaient il y a environ 56 millions d'années au tout début de l'Éocène en Europe de l'Ouest. Une seule espèce est rattachée au genre, Dormaalocyon latouri. C'est l'une des plus anciennes espèces de mammifères carnivores connues qui puisse être reliée aux mammifères carnivores actuels,,.

## Historique
Après la découverte de deux dents décrites en 1966 sous le nom de « Miacis » latouri, 250 fossiles ont été mis au jour sur le même site dans le village de Dormaal, près de Léau, dans la province du Brabant flamand, en Belgique. Ces fossiles ont conduit à la création du genre Dormaalocyon (en référence au village de Dormaal) publié en janvier 2014 dans le Journal of Vertebrate Paleontology,.